# 高速自動車国道の路線を指定する政令
高速自動車国道の路線を指定する政令（こうそくじどうしゃこくどうのろせんをしていするせいれい、昭和32年政令第275号）は、高速自動車国道法（以下「法」）第4条第1項に基づき制定された日本の政令である。

## 概要
本文は、高速自動車国道の路線名、起点、終点、重要な経過地を別表のとおりとする旨の以下の一文のみであり、別表に高速自動車国道の路線について記述されている。国土開発幹線自動車道建設法に基づく予定路線のうち、基本計画が決定された区間がこの政令によって指定されている。

　内閣は、高速自動車国道法（昭和三十二年法律第七十九号）第四条第一項の規定に基き、この政令を制定する。
　高速自動車国道の路線名、路線番号、起点、終点及び重要な経過地は、別表のとおりとする。
—高速自動車国道の路線を指定する政令
法第4条第1項第1号は、国土開発幹線自動車道の予定路線のうちから高速自動車国道を指定するものについての規定であり、高速自動車国道には、その他に国土交通大臣が国土開発幹線自動車道建設会議及び内閣の議を経て指定する予定路線がある（法第4条第1項第2号及び同法第3条各項）。

## 別表
| 路線名                       | 路線名                       | 起点                 | 重要な経過地 | 重要な経過地 | 重要な経過地 | 重要な経過地 | 終点                       |
| ---------------------------- | ---------------------------- | -------------------- | --- | --- | --- | --- | -------------------------- |
| 北海道縦貫自動車道函館名寄線 | 北海道縦貫自動車道函館名寄線 | 函館市               | 北海道茅部郡森町 同道山越郡長万部町 同道寿都郡黒松内町 伊達市 室蘭市 登別市 苫小牧市 千歳市 恵庭市 北広島市 札幌市 江別市 岩見沢市 三笠市 美唄市 砂川市 滝川市 深川市 旭川市 士別市 | 北海道茅部郡森町 同道山越郡長万部町 同道寿都郡黒松内町 伊達市 室蘭市 登別市 苫小牧市 千歳市 恵庭市 北広島市 札幌市 江別市 岩見沢市 三笠市 美唄市 砂川市 滝川市 深川市 旭川市 士別市 | 北海道茅部郡森町 同道山越郡長万部町 同道寿都郡黒松内町 伊達市 室蘭市 登別市 苫小牧市 千歳市 恵庭市 北広島市 札幌市 江別市 岩見沢市 三笠市 美唄市 砂川市 滝川市 深川市 旭川市 士別市 | 北海道茅部郡森町 同道山越郡長万部町 同道寿都郡黒松内町 伊達市 室蘭市 登別市 苫小牧市 千歳市 恵庭市 北広島市 札幌市 江別市 岩見沢市 三笠市 美唄市 砂川市 滝川市 深川市 旭川市 士別市                                                                                              | 名寄市                     |
| 北海道横断自動車道           | 黒松内釧路線                 | 北海道寿都郡黒松内町 | 北海道虻田郡倶知安町 同道余市郡余市町 小樽市 札幌市 北広島市 恵庭市 千歳市 夕張市 同道勇払郡占冠村 同道上川郡清水町 同道河東郡音更町 同道中川郡本別町 | 北海道虻田郡倶知安町 同道余市郡余市町 小樽市 札幌市 北広島市 恵庭市 千歳市 夕張市 同道勇払郡占冠村 同道上川郡清水町 同道河東郡音更町 同道中川郡本別町 | 北海道虻田郡倶知安町 同道余市郡余市町 小樽市 札幌市 北広島市 恵庭市 千歳市 夕張市 同道勇払郡占冠村 同道上川郡清水町 同道河東郡音更町 同道中川郡本別町 | 北海道白糠郡白糠町 釧路市 | 北海道釧路郡釧路町         |
| 北海道横断自動車道           | 黒松内北見線                 | 北海道寿都郡黒松内町 | 北海道虻田郡倶知安町 同道余市郡余市町 小樽市 札幌市 北広島市 恵庭市 千歳市 夕張市 同道勇払郡占冠村 同道上川郡清水町 同道河東郡音更町 同道中川郡本別町 | 北海道虻田郡倶知安町 同道余市郡余市町 小樽市 札幌市 北広島市 恵庭市 千歳市 夕張市 同道勇払郡占冠村 同道上川郡清水町 同道河東郡音更町 同道中川郡本別町 | 北海道虻田郡倶知安町 同道余市郡余市町 小樽市 札幌市 北広島市 恵庭市 千歳市 夕張市 同道勇払郡占冠村 同道上川郡清水町 同道河東郡音更町 同道中川郡本別町 | 北海道足寄郡足寄町 | 北見市                     |
| 東北縦貫自動車道             | 弘前線                       | 東京都練馬区         | 和光市 戸田市 川口市 さいたま市 蓮田市 久喜市 加須市 羽生市 館林市 佐野市 栃木県下都賀郡岩舟町 栃木市 同郡都賀町 鹿沼市 宇都宮市 矢板市 那須塩原市 白河市 須賀川市 郡山市 本宮市 二本松市 福島市 白石市 宮城県柴田郡村田町 仙台市 同県黒川郡富谷町 大崎市 栗原市 一関市 奥州市 北上市 花巻市 盛岡市 八幡平市 | 和光市 戸田市 川口市 さいたま市 蓮田市 久喜市 加須市 羽生市 館林市 佐野市 栃木県下都賀郡岩舟町 栃木市 同郡都賀町 鹿沼市 宇都宮市 矢板市 那須塩原市 白河市 須賀川市 郡山市 本宮市 二本松市 福島市 白石市 宮城県柴田郡村田町 仙台市 同県黒川郡富谷町 大崎市 栗原市 一関市 奥州市 北上市 花巻市 盛岡市 八幡平市 | 和光市 戸田市 川口市 さいたま市 蓮田市 久喜市 加須市 羽生市 館林市 佐野市 栃木県下都賀郡岩舟町 栃木市 同郡都賀町 鹿沼市 宇都宮市 矢板市 那須塩原市 白河市 須賀川市 郡山市 本宮市 二本松市 福島市 白石市 宮城県柴田郡村田町 仙台市 同県黒川郡富谷町 大崎市 栗原市 一関市 奥州市 北上市 花巻市 盛岡市 八幡平市 | 鹿角市 秋田県鹿角郡小坂町 弘前市 平川市 黒石市 | 青森市                     |
| 東北縦貫自動車道             | 八戸線                       | 東京都練馬区         | 和光市 戸田市 川口市 さいたま市 蓮田市 久喜市 加須市 羽生市 館林市 佐野市 栃木県下都賀郡岩舟町 栃木市 同郡都賀町 鹿沼市 宇都宮市 矢板市 那須塩原市 白河市 須賀川市 郡山市 本宮市 二本松市 福島市 白石市 宮城県柴田郡村田町 仙台市 同県黒川郡富谷町 大崎市 栗原市 一関市 奥州市 北上市 花巻市 盛岡市 八幡平市 | 和光市 戸田市 川口市 さいたま市 蓮田市 久喜市 加須市 羽生市 館林市 佐野市 栃木県下都賀郡岩舟町 栃木市 同郡都賀町 鹿沼市 宇都宮市 矢板市 那須塩原市 白河市 須賀川市 郡山市 本宮市 二本松市 福島市 白石市 宮城県柴田郡村田町 仙台市 同県黒川郡富谷町 大崎市 栗原市 一関市 奥州市 北上市 花巻市 盛岡市 八幡平市 | 和光市 戸田市 川口市 さいたま市 蓮田市 久喜市 加須市 羽生市 館林市 佐野市 栃木県下都賀郡岩舟町 栃木市 同郡都賀町 鹿沼市 宇都宮市 矢板市 那須塩原市 白河市 須賀川市 郡山市 本宮市 二本松市 福島市 白石市 宮城県柴田郡村田町 仙台市 同県黒川郡富谷町 大崎市 栗原市 一関市 奥州市 北上市 花巻市 盛岡市 八幡平市 | 岩手県二戸郡一戸町 八戸市 三沢市 青森県上北郡七戸町 | 青森市                     |
| 東北横断自動車道             | 釜石秋田線                   | 釜石市               | 遠野市 奥州市 花巻市 北上市 岩手県和賀郡西和賀町 横手市 大仙市 | 遠野市 奥州市 花巻市 北上市 岩手県和賀郡西和賀町 横手市 大仙市 | 遠野市 奥州市 花巻市 北上市 岩手県和賀郡西和賀町 横手市 大仙市 | 遠野市 奥州市 花巻市 北上市 岩手県和賀郡西和賀町 横手市 大仙市 | 秋田市                     |
| 東北横断自動車道             | 酒田線                       | 仙台市               | 宮城県柴田郡村田町 山形市 寒河江市 山形県西村山郡西川町 鶴岡市 | 宮城県柴田郡村田町 山形市 寒河江市 山形県西村山郡西川町 鶴岡市 | 宮城県柴田郡村田町 山形市 寒河江市 山形県西村山郡西川町 鶴岡市 | 宮城県柴田郡村田町 山形市 寒河江市 山形県西村山郡西川町 鶴岡市 | 酒田市                     |
| 東北横断自動車道             | いわき新潟線                 | いわき市             | 福島県田村郡小野町 田村市 郡山市 本宮市 会津若松市 同県河沼郡会津坂下町 阿賀野市 五泉市 | 福島県田村郡小野町 田村市 郡山市 本宮市 会津若松市 同県河沼郡会津坂下町 阿賀野市 五泉市 | 福島県田村郡小野町 田村市 郡山市 本宮市 会津若松市 同県河沼郡会津坂下町 阿賀野市 五泉市 | 福島県田村郡小野町 田村市 郡山市 本宮市 会津若松市 同県河沼郡会津坂下町 阿賀野市 五泉市 | 新潟市                     |
| 日本海沿岸東北自動車道       | 日本海沿岸東北自動車道       | 新潟市               | 新発田市 胎内市 村上市 新潟県岩船郡朝日村 鶴岡市 酒田市 にかほ市 由利本荘市 秋田市 潟上市 秋田県山本郡三種町 能代市 北秋田市 大館市 同県鹿角郡小坂町 弘前市 平川市 黒石市 | 新発田市 胎内市 村上市 新潟県岩船郡朝日村 鶴岡市 酒田市 にかほ市 由利本荘市 秋田市 潟上市 秋田県山本郡三種町 能代市 北秋田市 大館市 同県鹿角郡小坂町 弘前市 平川市 黒石市 | 新発田市 胎内市 村上市 新潟県岩船郡朝日村 鶴岡市 酒田市 にかほ市 由利本荘市 秋田市 潟上市 秋田県山本郡三種町 能代市 北秋田市 大館市 同県鹿角郡小坂町 弘前市 平川市 黒石市 | 新発田市 胎内市 村上市 新潟県岩船郡朝日村 鶴岡市 酒田市 にかほ市 由利本荘市 秋田市 潟上市 秋田県山本郡三種町 能代市 北秋田市 大館市 同県鹿角郡小坂町 弘前市 平川市 黒石市 | 青森市                     |
| 東北中央自動車道相馬尾花沢線 | 東北中央自動車道相馬尾花沢線 | 相馬市               | 福島市 米沢市 山形県東置賜郡高畠町 南陽市 上山市 山形市 天童市 東根市 村山市 | 福島市 米沢市 山形県東置賜郡高畠町 南陽市 上山市 山形市 天童市 東根市 村山市 | 福島市 米沢市 山形県東置賜郡高畠町 南陽市 上山市 山形市 天童市 東根市 村山市 | 福島市 米沢市 山形県東置賜郡高畠町 南陽市 上山市 山形市 天童市 東根市 村山市 | 尾花沢市                   |
| 関越自動車道                 | 新潟線                       | 三鷹市               | 武蔵野市 東京都杉並区 同都練馬区 新座市 所沢市 ふじみ野市 川越市 鶴ヶ島市 坂戸市 東松山市 深谷市 本庄市 藤岡市 | 武蔵野市 東京都杉並区 同都練馬区 新座市 所沢市 ふじみ野市 川越市 鶴ヶ島市 坂戸市 東松山市 深谷市 本庄市 藤岡市 | 武蔵野市 東京都杉並区 同都練馬区 新座市 所沢市 ふじみ野市 川越市 鶴ヶ島市 坂戸市 東松山市 深谷市 本庄市 藤岡市 | 高崎市 前橋市 渋川市 沼田市 南魚沼市 魚沼市 小千谷市 長岡市 見附市 三条市 燕市 | 新潟市                     |
| 関越自動車道                 | 上越線                       | 三鷹市               | 武蔵野市 東京都杉並区 同都練馬区 新座市 所沢市 ふじみ野市 川越市 鶴ヶ島市 坂戸市 東松山市 深谷市 本庄市 藤岡市 | 武蔵野市 東京都杉並区 同都練馬区 新座市 所沢市 ふじみ野市 川越市 鶴ヶ島市 坂戸市 東松山市 深谷市 本庄市 藤岡市 | 武蔵野市 東京都杉並区 同都練馬区 新座市 所沢市 ふじみ野市 川越市 鶴ヶ島市 坂戸市 東松山市 深谷市 本庄市 藤岡市 | 富岡市 佐久市 小諸市 東御市 上田市 千曲市 長野市 須坂市 中野市 妙高市 | 上越市                     |
| 常磐自動車道                 | 常磐自動車道                 | 東京都練馬区         | 和光市 戸田市 さいたま市 川口市 草加市 八潮市 三郷市 流山市 柏市 つくばみらい市 つくば市 土浦市 かすみがうら市 石岡市 小美玉市 笠間市 水戸市 那珂市 常陸太田市 日立市 高萩市 北茨城市 いわき市 南相馬市 相馬市 宮城県亘理郡亘理町 岩沼市 名取市 仙台市 多賀城市 同県黒川郡富谷町                             | 和光市 戸田市 さいたま市 川口市 草加市 八潮市 三郷市 流山市 柏市 つくばみらい市 つくば市 土浦市 かすみがうら市 石岡市 小美玉市 笠間市 水戸市 那珂市 常陸太田市 日立市 高萩市 北茨城市 いわき市 南相馬市 相馬市 宮城県亘理郡亘理町 岩沼市 名取市 仙台市 多賀城市 同県黒川郡富谷町                             | 和光市 戸田市 さいたま市 川口市 草加市 八潮市 三郷市 流山市 柏市 つくばみらい市 つくば市 土浦市 かすみがうら市 石岡市 小美玉市 笠間市 水戸市 那珂市 常陸太田市 日立市 高萩市 北茨城市 いわき市 南相馬市 相馬市 宮城県亘理郡亘理町 岩沼市 名取市 仙台市 多賀城市 同県黒川郡富谷町                             | 和光市 戸田市 さいたま市 川口市 草加市 八潮市 三郷市 流山市 柏市 つくばみらい市 つくば市 土浦市 かすみがうら市 石岡市 小美玉市 笠間市 水戸市 那珂市 常陸太田市 日立市 高萩市 北茨城市 いわき市 南相馬市 相馬市 宮城県亘理郡亘理町 岩沼市 名取市 仙台市 多賀城市 同県黒川郡富谷町 | 仙台市                     |
| 東関東自動車道               | 千葉富津線                   | 千葉市               | 市原市 袖ケ浦市 木更津市 君津市 | 市原市 袖ケ浦市 木更津市 君津市 | 市原市 袖ケ浦市 木更津市 君津市 | 市原市 袖ケ浦市 木更津市 君津市 | 富津市                     |
| 東関東自動車道               | 水戸線                       | 東京都練馬区         | 和光市 戸田市 さいたま市 川口市 草加市 八潮市 三郷市 松戸市 市川市 船橋市 習志野市 千葉市 四街道市 佐倉市 富里市 成田市 香取市 潮来市 行方市 鉾田市 同県東茨城郡茨城町 | 和光市 戸田市 さいたま市 川口市 草加市 八潮市 三郷市 松戸市 市川市 船橋市 習志野市 千葉市 四街道市 佐倉市 富里市 成田市 香取市 潮来市 行方市 鉾田市 同県東茨城郡茨城町 | 和光市 戸田市 さいたま市 川口市 草加市 八潮市 三郷市 松戸市 市川市 船橋市 習志野市 千葉市 四街道市 佐倉市 富里市 成田市 香取市 潮来市 行方市 鉾田市 同県東茨城郡茨城町 | 和光市 戸田市 さいたま市 川口市 草加市 八潮市 三郷市 松戸市 市川市 船橋市 習志野市 千葉市 四街道市 佐倉市 富里市 成田市 香取市 潮来市 行方市 鉾田市 同県東茨城郡茨城町 | 水戸市                     |
| 北関東自動車道               | 北関東自動車道               | 高崎市               | 前橋市 伊勢崎市 太田市 足利市 佐野市 栃木県下都賀郡岩舟町 栃木市 同郡都賀町 下野市 宇都宮市 同県河内郡上三川町 真岡市 桜川市 笠間市 茨城県東茨城郡茨城町 水戸市 | 前橋市 伊勢崎市 太田市 足利市 佐野市 栃木県下都賀郡岩舟町 栃木市 同郡都賀町 下野市 宇都宮市 同県河内郡上三川町 真岡市 桜川市 笠間市 茨城県東茨城郡茨城町 水戸市 | 前橋市 伊勢崎市 太田市 足利市 佐野市 栃木県下都賀郡岩舟町 栃木市 同郡都賀町 下野市 宇都宮市 同県河内郡上三川町 真岡市 桜川市 笠間市 茨城県東茨城郡茨城町 水戸市 | 前橋市 伊勢崎市 太田市 足利市 佐野市 栃木県下都賀郡岩舟町 栃木市 同郡都賀町 下野市 宇都宮市 同県河内郡上三川町 真岡市 桜川市 笠間市 茨城県東茨城郡茨城町 水戸市 | ひたちなか市               |
| 中央自動車道                 | 富士吉田線                   | 東京都杉並区         | 東京都世田谷区 三鷹市 調布市 府中市 国立市 日野市 八王子市 相模原市 上野原市 大月市 | 都留市 山梨県南都留郡富士河口湖町 | 都留市 山梨県南都留郡富士河口湖町 | 都留市 山梨県南都留郡富士河口湖町 | 富士吉田市                 |
| 中央自動車道                 | 西宮線                       | 東京都杉並区         | 東京都世田谷区 三鷹市 調布市 府中市 国立市 日野市 八王子市 相模原市 上野原市 大月市 | 甲州市 笛吹市 甲府市 甲斐市 韮崎市 北杜市 茅野市 諏訪市 岡谷市 | 甲州市 笛吹市 甲府市 甲斐市 韮崎市 北杜市 茅野市 諏訪市 岡谷市 | 伊那市 駒ケ根市 飯田市 中津川市 恵那市 瑞浪市 土岐市 多治見市 春日井市 小牧市 岩倉市 一宮市 羽島市 大垣市 岐阜県不破郡関ケ原町 米原市 彦根市 東近江市 湖南市 野洲市 栗東市 草津市 大津市 京都市 向日市 長岡京市 高槻市 茨木市 吹田市 豊中市 尼崎市                               | 西宮市                     |
| 中央自動車道                 | 長野線                       | 東京都杉並区         | 東京都世田谷区 三鷹市 調布市 府中市 国立市 日野市 八王子市 相模原市 上野原市 大月市 | 甲州市 笛吹市 甲府市 甲斐市 韮崎市 北杜市 茅野市 諏訪市 岡谷市 | 甲州市 笛吹市 甲府市 甲斐市 韮崎市 北杜市 茅野市 諏訪市 岡谷市 | 塩尻市 松本市 安曇野市 千曲市 | 長野市                     |
| 第一東海自動車道             | 第一東海自動車道             | 東京都世田谷区       | 川崎市 横浜市 大和市 綾瀬市 海老名市 厚木市 伊勢原市 秦野市 御殿場市 裾野市 沼津市 富士市 静岡市 焼津市 藤枝市 牧之原市 菊川市 掛川市 袋井市 磐田市 浜松市 新城市 豊橋市 豊川市 岡崎市 豊田市 日進市 尾張旭市 名古屋市 春日井市                                                                              | 川崎市 横浜市 大和市 綾瀬市 海老名市 厚木市 伊勢原市 秦野市 御殿場市 裾野市 沼津市 富士市 静岡市 焼津市 藤枝市 牧之原市 菊川市 掛川市 袋井市 磐田市 浜松市 新城市 豊橋市 豊川市 岡崎市 豊田市 日進市 尾張旭市 名古屋市 春日井市                                                                              | 川崎市 横浜市 大和市 綾瀬市 海老名市 厚木市 伊勢原市 秦野市 御殿場市 裾野市 沼津市 富士市 静岡市 焼津市 藤枝市 牧之原市 菊川市 掛川市 袋井市 磐田市 浜松市 新城市 豊橋市 豊川市 岡崎市 豊田市 日進市 尾張旭市 名古屋市 春日井市                                                                              | 川崎市 横浜市 大和市 綾瀬市 海老名市 厚木市 伊勢原市 秦野市 御殿場市 裾野市 沼津市 富士市 静岡市 焼津市 藤枝市 牧之原市 菊川市 掛川市 袋井市 磐田市 浜松市 新城市 豊橋市 豊川市 岡崎市 豊田市 日進市 尾張旭市 名古屋市 春日井市                                                  | 小牧市                     |
| 東海北陸自動車道             | 東海北陸自動車道             | 一宮市               | 各務原市 岐阜市 関市 美濃市 郡上市 高山市 飛騨市 南砺市 | 各務原市 岐阜市 関市 美濃市 郡上市 高山市 飛騨市 南砺市 | 各務原市 岐阜市 関市 美濃市 郡上市 高山市 飛騨市 南砺市 | 各務原市 岐阜市 関市 美濃市 郡上市 高山市 飛騨市 南砺市 | 砺波市                     |
| 第二東海自動車道横浜名古屋線 | 第二東海自動車道横浜名古屋線 | 横浜市               | 藤沢市 綾瀬市 海老名市 厚木市 伊勢原市 秦野市 御殿場市 裾野市 沼津市 富士市 富士宮市 静岡市 藤枝市 島田市 掛川市 磐田市 浜松市 新城市 豊川市 岡崎市 豊田市 安城市 刈谷市 豊明市 名古屋市 大府市 東海市 | 藤沢市 綾瀬市 海老名市 厚木市 伊勢原市 秦野市 御殿場市 裾野市 沼津市 富士市 富士宮市 静岡市 藤枝市 島田市 掛川市 磐田市 浜松市 新城市 豊川市 岡崎市 豊田市 安城市 刈谷市 豊明市 名古屋市 大府市 東海市 | 藤沢市 綾瀬市 海老名市 厚木市 伊勢原市 秦野市 御殿場市 裾野市 沼津市 富士市 富士宮市 静岡市 藤枝市 島田市 掛川市 磐田市 浜松市 新城市 豊川市 岡崎市 豊田市 安城市 刈谷市 豊明市 名古屋市 大府市 東海市 | 藤沢市 綾瀬市 海老名市 厚木市 伊勢原市 秦野市 御殿場市 裾野市 沼津市 富士市 富士宮市 静岡市 藤枝市 島田市 掛川市 磐田市 浜松市 新城市 豊川市 岡崎市 豊田市 安城市 刈谷市 豊明市 名古屋市 大府市 東海市                                                                           | 名古屋市                   |
| 中部横断自動車道             | 中部横断自動車道             | 静岡市               | 山梨県南巨摩郡身延町 同郡増穂町 南アルプス市 甲斐市 韮崎市 北杜市 長野県南佐久郡佐久穂町 佐久市 小諸市 | 山梨県南巨摩郡身延町 同郡増穂町 南アルプス市 甲斐市 韮崎市 北杜市 長野県南佐久郡佐久穂町 佐久市 小諸市 | 山梨県南巨摩郡身延町 同郡増穂町 南アルプス市 甲斐市 韮崎市 北杜市 長野県南佐久郡佐久穂町 佐久市 小諸市 | 山梨県南巨摩郡身延町 同郡増穂町 南アルプス市 甲斐市 韮崎市 北杜市 長野県南佐久郡佐久穂町 佐久市 小諸市 | 佐久市                     |
| 北陸自動車道                 | 北陸自動車道                 | 新潟市               | 燕市 三条市 見附市 長岡市 柏崎市 上越市 糸魚川市 黒部市 魚津市 滑川市 富山市 射水市 高岡市 砺波市 小矢部市 南砺市 金沢市 白山市 能美市 小松市 加賀市 あわら市 坂井市 福井市 鯖江市 越前市 敦賀市 長浜市 | 燕市 三条市 見附市 長岡市 柏崎市 上越市 糸魚川市 黒部市 魚津市 滑川市 富山市 射水市 高岡市 砺波市 小矢部市 南砺市 金沢市 白山市 能美市 小松市 加賀市 あわら市 坂井市 福井市 鯖江市 越前市 敦賀市 長浜市 | 燕市 三条市 見附市 長岡市 柏崎市 上越市 糸魚川市 黒部市 魚津市 滑川市 富山市 射水市 高岡市 砺波市 小矢部市 南砺市 金沢市 白山市 能美市 小松市 加賀市 あわら市 坂井市 福井市 鯖江市 越前市 敦賀市 長浜市 | 燕市 三条市 見附市 長岡市 柏崎市 上越市 糸魚川市 黒部市 魚津市 滑川市 富山市 射水市 高岡市 砺波市 小矢部市 南砺市 金沢市 白山市 能美市 小松市 加賀市 あわら市 坂井市 福井市 鯖江市 越前市 敦賀市 長浜市                                                                          | 米原市                     |
| 近畿自動車道                 | 伊勢線                       | 名古屋市             | 春日井市 清須市 | 愛知県海部郡飛島村 | 弥富市 桑名市 四日市市 鈴鹿市 | 亀山市 津市 松阪市 三重県多気郡多気町 | 伊勢市                     |
| 近畿自動車道                 | 名古屋亀山線                 | 名古屋市             | 春日井市 清須市 | 津島市 愛西市 | 弥富市 桑名市 四日市市 鈴鹿市 | | 亀山市                     |
| 近畿自動車道                 | 天理吹田線                   | 天理市               | 大和郡山市 香芝市 柏原市 羽曳野市 藤井寺市 松原市 大阪市 八尾市 東大阪市 大東市 門真市 守口市 摂津市 茨木市 | 大和郡山市 香芝市 柏原市 羽曳野市 藤井寺市 松原市 大阪市 八尾市 東大阪市 大東市 門真市 守口市 摂津市 茨木市 | 大和郡山市 香芝市 柏原市 羽曳野市 藤井寺市 松原市 大阪市 八尾市 東大阪市 大東市 門真市 守口市 摂津市 茨木市 | 大和郡山市 香芝市 柏原市 羽曳野市 藤井寺市 松原市 大阪市 八尾市 東大阪市 大東市 門真市 守口市 摂津市 茨木市 | 吹田市                     |
| 近畿自動車道                 | 名古屋神戸線                 | 名古屋市             | 愛知県海部郡飛島村 弥富市 桑名市 四日市市 鈴鹿市 亀山市 甲賀市 栗東市 大津市 城陽市 京田辺市 八幡市 枚方市 高槻市 茨木市 箕面市 川西市 宝塚市 | 愛知県海部郡飛島村 弥富市 桑名市 四日市市 鈴鹿市 亀山市 甲賀市 栗東市 大津市 城陽市 京田辺市 八幡市 枚方市 高槻市 茨木市 箕面市 川西市 宝塚市 | 愛知県海部郡飛島村 弥富市 桑名市 四日市市 鈴鹿市 亀山市 甲賀市 栗東市 大津市 城陽市 京田辺市 八幡市 枚方市 高槻市 茨木市 箕面市 川西市 宝塚市 | 愛知県海部郡飛島村 弥富市 桑名市 四日市市 鈴鹿市 亀山市 甲賀市 栗東市 大津市 城陽市 京田辺市 八幡市 枚方市 高槻市 茨木市 箕面市 川西市 宝塚市 | 神戸市                     |
| 近畿自動車道                 | 松原那智勝浦線               | 松原市               | 堺市 和泉市 岸和田市 貝塚市 泉佐野市 泉南市 阪南市 和歌山市 海南市 御坊市 田辺市 和歌山県西牟婁郡すさみ町 同郡串本町 | 堺市 和泉市 岸和田市 貝塚市 泉佐野市 泉南市 阪南市 和歌山市 海南市 御坊市 田辺市 和歌山県西牟婁郡すさみ町 同郡串本町 | 堺市 和泉市 岸和田市 貝塚市 泉佐野市 泉南市 阪南市 和歌山市 海南市 御坊市 田辺市 和歌山県西牟婁郡すさみ町 同郡串本町 | 堺市 和泉市 岸和田市 貝塚市 泉佐野市 泉南市 阪南市 和歌山市 海南市 御坊市 田辺市 和歌山県西牟婁郡すさみ町 同郡串本町 | 和歌山県東牟婁郡那智勝浦町 |
| 近畿自動車道                 | 尾鷲多気線                   | 尾鷲市               | 三重県北牟婁郡紀北町 | 三重県北牟婁郡紀北町 | 三重県北牟婁郡紀北町 | 三重県北牟婁郡紀北町 | 三重県多気郡多気町         |
| 近畿自動車道                 | 敦賀線                       | 吹田市               | 豊中市 池田市 川西市 伊丹市 宝塚市 西宮市 神戸市 三木市 三田市 篠山市 丹波市 福知山市 綾部市 舞鶴市 小浜市 | 豊中市 池田市 川西市 伊丹市 宝塚市 西宮市 神戸市 三木市 三田市 篠山市 丹波市 福知山市 綾部市 舞鶴市 小浜市 | 豊中市 池田市 川西市 伊丹市 宝塚市 西宮市 神戸市 三木市 三田市 篠山市 丹波市 福知山市 綾部市 舞鶴市 小浜市 | 豊中市 池田市 川西市 伊丹市 宝塚市 西宮市 神戸市 三木市 三田市 篠山市 丹波市 福知山市 綾部市 舞鶴市 小浜市 | 敦賀市                     |
| 中国縦貫自動車道             | 中国縦貫自動車道             | 吹田市               | 豊中市 池田市 伊丹市 川西市 宝塚市 西宮市 神戸市 三木市 加東市 加西市 姫路市 宍粟市 兵庫県佐用郡佐用町 美作市 津山市 真庭市 新見市 庄原市 三次市 安芸高田市 広島県山県郡北広島町 広島市 廿日市市 岩国市 島根県鹿足郡吉賀町 周南市 山口市 美祢市                                                              | 豊中市 池田市 伊丹市 川西市 宝塚市 西宮市 神戸市 三木市 加東市 加西市 姫路市 宍粟市 兵庫県佐用郡佐用町 美作市 津山市 真庭市 新見市 庄原市 三次市 安芸高田市 広島県山県郡北広島町 広島市 廿日市市 岩国市 島根県鹿足郡吉賀町 周南市 山口市 美祢市                                                              | 豊中市 池田市 伊丹市 川西市 宝塚市 西宮市 神戸市 三木市 加東市 加西市 姫路市 宍粟市 兵庫県佐用郡佐用町 美作市 津山市 真庭市 新見市 庄原市 三次市 安芸高田市 広島県山県郡北広島町 広島市 廿日市市 岩国市 島根県鹿足郡吉賀町 周南市 山口市 美祢市                                                              | 豊中市 池田市 伊丹市 川西市 宝塚市 西宮市 神戸市 三木市 加東市 加西市 姫路市 宍粟市 兵庫県佐用郡佐用町 美作市 津山市 真庭市 新見市 庄原市 三次市 安芸高田市 広島県山県郡北広島町 広島市 廿日市市 岩国市 島根県鹿足郡吉賀町 周南市 山口市 美祢市                                  | 下関市                     |
| 山陽自動車道                 | 吹田山口線                   | 吹田市               | 豊中市 池田市 伊丹市 川西市 宝塚市 西宮市 神戸市 三木市 加古川市 姫路市 たつの市 相生市 赤穂市 備前市 赤磐市 岡山市 倉敷市 浅口市 笠岡市 福山市 尾道市 三原市 東広島市 広島市 廿日市市 大竹市 岩国市 下松市 周南市 防府市                                                                                    | 豊中市 池田市 伊丹市 川西市 宝塚市 西宮市 神戸市 三木市 加古川市 姫路市 たつの市 相生市 赤穂市 備前市 赤磐市 岡山市 倉敷市 浅口市 笠岡市 福山市 尾道市 三原市 東広島市 広島市 廿日市市 大竹市 岩国市 下松市 周南市 防府市                                                                                    | 豊中市 池田市 伊丹市 川西市 宝塚市 西宮市 神戸市 三木市 加古川市 姫路市 たつの市 相生市 赤穂市 備前市 赤磐市 岡山市 倉敷市 浅口市 笠岡市 福山市 尾道市 三原市 東広島市 広島市 廿日市市 大竹市 岩国市 下松市 周南市 防府市                                                                                    | 豊中市 池田市 伊丹市 川西市 宝塚市 西宮市 神戸市 三木市 加古川市 姫路市 たつの市 相生市 赤穂市 備前市 赤磐市 岡山市 倉敷市 浅口市 笠岡市 福山市 尾道市 三原市 東広島市 広島市 廿日市市 大竹市 岩国市 下松市 周南市 防府市                                                        | 山口市                     |
| 山陽自動車道                 | 宇部下関線                   | 宇部市               | 山陽小野田市 | 山陽小野田市 | 山陽小野田市 | 山陽小野田市 | 下関市                     |
| 中国横断自動車道             | 姫路鳥取線                   | 姫路市               | たつの市 相生市 宍粟市 兵庫県佐用郡佐用町 美作市 鳥取県八頭郡智頭町 | たつの市 相生市 宍粟市 兵庫県佐用郡佐用町 美作市 鳥取県八頭郡智頭町 | たつの市 相生市 宍粟市 兵庫県佐用郡佐用町 美作市 鳥取県八頭郡智頭町 | たつの市 相生市 宍粟市 兵庫県佐用郡佐用町 美作市 鳥取県八頭郡智頭町 | 鳥取市                     |
| 中国横断自動車道             | 岡山米子線                   | 岡山市               | 総社市 高梁市 真庭市 鳥取県日野郡江府町 | 総社市 高梁市 真庭市 鳥取県日野郡江府町 | 総社市 高梁市 真庭市 鳥取県日野郡江府町 | 総社市 高梁市 真庭市 鳥取県日野郡江府町 | 米子市                     |
| 中国横断自動車道             | 尾道松江線                   | 尾道市               | 広島県世羅郡世羅町 三次市 庄原市 雲南市 | 広島県世羅郡世羅町 三次市 庄原市 雲南市 | 広島県世羅郡世羅町 三次市 庄原市 雲南市 | 広島県世羅郡世羅町 三次市 庄原市 雲南市 | 松江市                     |
| 中国横断自動車道             | 広島浜田線                   | 広島市               | 広島県山県郡北広島町 | 広島県山県郡北広島町 | 広島県山県郡北広島町 | 広島県山県郡北広島町 | 浜田市                     |
| 山陰自動車道                 | 鳥取益田線                   | 鳥取市               | 鳥取県東伯郡北栄町 米子市 安来市 松江市 出雲市 大田市 江津市 浜田市 | 鳥取県東伯郡北栄町 米子市 安来市 松江市 出雲市 大田市 江津市 浜田市 | 鳥取県東伯郡北栄町 米子市 安来市 松江市 出雲市 大田市 江津市 浜田市 | 鳥取県東伯郡北栄町 米子市 安来市 松江市 出雲市 大田市 江津市 浜田市 | 益田市                     |
| 山陰自動車道                 | 長門美祢線                   | 長門市               | 下関市 | 下関市 | 下関市 | 下関市 | 美祢市                     |
| 四国縦貫自動車道             | 四国縦貫自動車道             | 徳島市               | 阿波市 美馬市 三好市 四国中央市 新居浜市 西条市 東温市 松山市 伊予市 | 阿波市 美馬市 三好市 四国中央市 新居浜市 西条市 東温市 松山市 伊予市 | 阿波市 美馬市 三好市 四国中央市 新居浜市 西条市 東温市 松山市 伊予市 | 阿波市 美馬市 三好市 四国中央市 新居浜市 西条市 東温市 松山市 伊予市 | 大洲市                     |
| 四国横断自動車道             | 阿南四万十線                 | 阿南市               | 小松島市 徳島市 鳴門市 東かがわ市 さぬき市 高松市 坂出市 丸亀市 善通寺市 三豊市 観音寺市 四国中央市 高知県長岡郡大豊町 香美市 南国市 高知市 土佐市 須崎市 同県高岡郡四万十町 | 小松島市 徳島市 鳴門市 東かがわ市 さぬき市 高松市 坂出市 丸亀市 善通寺市 三豊市 観音寺市 四国中央市 高知県長岡郡大豊町 香美市 南国市 高知市 土佐市 須崎市 同県高岡郡四万十町 | 小松島市 徳島市 鳴門市 東かがわ市 さぬき市 高松市 坂出市 丸亀市 善通寺市 三豊市 観音寺市 四国中央市 高知県長岡郡大豊町 香美市 南国市 高知市 土佐市 須崎市 同県高岡郡四万十町 | 小松島市 徳島市 鳴門市 東かがわ市 さぬき市 高松市 坂出市 丸亀市 善通寺市 三豊市 観音寺市 四国中央市 高知県長岡郡大豊町 香美市 南国市 高知市 土佐市 須崎市 同県高岡郡四万十町 | 四万十市                   |
| 四国横断自動車道             | 愛南大洲線                   | 愛媛県南宇和郡愛南町 | 宇和島市 西予市 | 宇和島市 西予市 | 宇和島市 西予市 | 宇和島市 西予市 | 大洲市                     |
| 九州縦貫自動車道             | 鹿児島線                     | 北九州市             | 直方市 宮若市 福津市 古賀市 福岡市 大野城市 太宰府市 筑紫野市 小郡市 鳥栖市 久留米市 八女市 筑後市 みやま市 熊本県玉名郡和水町 山鹿市 合志市 熊本市 同県上益城郡嘉島町 同郡御船町 宇城市 八代市 人吉市 えびの市                                                                                              | 直方市 宮若市 福津市 古賀市 福岡市 大野城市 太宰府市 筑紫野市 小郡市 鳥栖市 久留米市 八女市 筑後市 みやま市 熊本県玉名郡和水町 山鹿市 合志市 熊本市 同県上益城郡嘉島町 同郡御船町 宇城市 八代市 人吉市 えびの市                                                                                              | 直方市 宮若市 福津市 古賀市 福岡市 大野城市 太宰府市 筑紫野市 小郡市 鳥栖市 久留米市 八女市 筑後市 みやま市 熊本県玉名郡和水町 山鹿市 合志市 熊本市 同県上益城郡嘉島町 同郡御船町 宇城市 八代市 人吉市 えびの市                                                                                              | 霧島市 鹿児島県姶良郡加治木町 | 鹿児島市                   |
| 九州縦貫自動車道             | 宮崎線                       | 北九州市             | 直方市 宮若市 福津市 古賀市 福岡市 大野城市 太宰府市 筑紫野市 小郡市 鳥栖市 久留米市 八女市 筑後市 みやま市 熊本県玉名郡和水町 山鹿市 合志市 熊本市 同県上益城郡嘉島町 同郡御船町 宇城市 八代市 人吉市 えびの市                                                                                              | 直方市 宮若市 福津市 古賀市 福岡市 大野城市 太宰府市 筑紫野市 小郡市 鳥栖市 久留米市 八女市 筑後市 みやま市 熊本県玉名郡和水町 山鹿市 合志市 熊本市 同県上益城郡嘉島町 同郡御船町 宇城市 八代市 人吉市 えびの市                                                                                              | 直方市 宮若市 福津市 古賀市 福岡市 大野城市 太宰府市 筑紫野市 小郡市 鳥栖市 久留米市 八女市 筑後市 みやま市 熊本県玉名郡和水町 山鹿市 合志市 熊本市 同県上益城郡嘉島町 同郡御船町 宇城市 八代市 人吉市 えびの市                                                                                              | 小林市 都城市 宮崎県宮崎郡清武町 | 宮崎市                     |
| 九州横断自動車道             | 長崎大分線                   | 長崎市               | 諫早市 大村市 嬉野市 武雄市 多久市 小城市 佐賀市 神埼市 鳥栖市 小郡市 朝倉市 日田市 大分県玖珠郡玖珠町 由布市 同県速見郡日出町 別府市 | 諫早市 大村市 嬉野市 武雄市 多久市 小城市 佐賀市 神埼市 鳥栖市 小郡市 朝倉市 日田市 大分県玖珠郡玖珠町 由布市 同県速見郡日出町 別府市 | 諫早市 大村市 嬉野市 武雄市 多久市 小城市 佐賀市 神埼市 鳥栖市 小郡市 朝倉市 日田市 大分県玖珠郡玖珠町 由布市 同県速見郡日出町 別府市 | 諫早市 大村市 嬉野市 武雄市 多久市 小城市 佐賀市 神埼市 鳥栖市 小郡市 朝倉市 日田市 大分県玖珠郡玖珠町 由布市 同県速見郡日出町 別府市 | 大分市                     |
| 九州横断自動車道             | 延岡線                       | 熊本県上益城郡御船町 | 熊本県上益城郡嘉島町 同郡山都町 宮崎県西臼杵郡高千穂町 | 熊本県上益城郡嘉島町 同郡山都町 宮崎県西臼杵郡高千穂町 | 熊本県上益城郡嘉島町 同郡山都町 宮崎県西臼杵郡高千穂町 | 熊本県上益城郡嘉島町 同郡山都町 宮崎県西臼杵郡高千穂町 | 延岡市                     |
| 東九州自動車道               | 東九州自動車道               | 北九州市             | 行橋市 福岡県京都郡みやこ町 同県築上郡築上町 豊前市 中津市 宇佐市 大分県速見郡日出町 別府市 大分市 臼杵市 津久見市 佐伯市 延岡市 日向市 西都市 宮崎市 宮崎県宮崎郡清武町 日南市 串間市 志布志市 鹿屋市 曽於市 霧島市 鹿児島県姶良郡加治木町                                                                  | 行橋市 福岡県京都郡みやこ町 同県築上郡築上町 豊前市 中津市 宇佐市 大分県速見郡日出町 別府市 大分市 臼杵市 津久見市 佐伯市 延岡市 日向市 西都市 宮崎市 宮崎県宮崎郡清武町 日南市 串間市 志布志市 鹿屋市 曽於市 霧島市 鹿児島県姶良郡加治木町                                                                  | 行橋市 福岡県京都郡みやこ町 同県築上郡築上町 豊前市 中津市 宇佐市 大分県速見郡日出町 別府市 大分市 臼杵市 津久見市 佐伯市 延岡市 日向市 西都市 宮崎市 宮崎県宮崎郡清武町 日南市 串間市 志布志市 鹿屋市 曽於市 霧島市 鹿児島県姶良郡加治木町                                                                  | 行橋市 福岡県京都郡みやこ町 同県築上郡築上町 豊前市 中津市 宇佐市 大分県速見郡日出町 別府市 大分市 臼杵市 津久見市 佐伯市 延岡市 日向市 西都市 宮崎市 宮崎県宮崎郡清武町 日南市 串間市 志布志市 鹿屋市 曽於市 霧島市 鹿児島県姶良郡加治木町                                      | 鹿児島市                   |
| 成田国際空港線               | 成田国際空港線               | 成田市大山           | | | | | 成田国際空港               |
| 関西国際空港線               | 関西国際空港線               | 泉佐野市上之郷       | | | | | 関西国際空港               |
| 関門自動車道                 | 関門自動車道                 | 下関市               | | | | | 北九州市                   |
| 沖縄自動車道                 | 沖縄自動車道                 | 名護市               | うるま市 沖縄市 宜野湾市 浦添市 | うるま市 沖縄市 宜野湾市 浦添市 | うるま市 沖縄市 宜野湾市 浦添市 | うるま市 沖縄市 宜野湾市 浦添市 | 那覇市                     |